# Barcial del Barco
Barcial del Barco – gmina w Hiszpanii, w prowincji Zamora, w Kastylii i León, o powierzchni 19,01 km². W 2011 roku gmina liczyła 279 mieszkańców.